# 琉球土地住宅公社
琉球土地住宅公社（りゅうきゅうとちじゅうたくこうしゃ）は、琉球土地住宅公社法（1966年立法第66号）に基づく琉球政府管轄の公社で、良質な住宅を供給することを目的としている。また、埋立工事や公共用地の先行取得を行うなど、本土の「土地開発公社」に相当する業務も行っていた。復帰直前に「琉球土地住宅供給公社」と改称し、復帰後は、地方住宅供給公社法に基づく「沖縄県住宅供給公社」に移行した。

## 概要

### 業務
- 住宅団地の開発
- 市街地住宅の建設
- 宅地造成
- 埋立工事
- 公共用地の先行取得

### 財務及び会計
公社は予算決算とも琉球政府及び立法院の承認を受け、年度の収入支出については、琉球会計検査院の検査を受けることになっていた。